# ピアソン・カレッジ
ピアソン・カレッジ、正式名称Lester B. Pearson College of the Pacific（PCとも略称される）はカナダ、ビクトリアにある全寮制・共学のインターナショナル・スクール。

創立は1974年。国際バカロレア資格の教育課程に基づく、国際教育組織UWCの一校。

ブリティッシュコロンビア州バンクーバー島の南端に位置し、同地方に特有のベイマツを中心とした巨木の針葉樹林に囲まれたキャンパスを有する。学校はPedder Bayに面しており、カヤックやセイリング等のウォーターフロントアクティビティが盛んである。また、毎年3月にはOne Worldと呼ばれる行事がビクトリアの中心街にある劇場で行われる。校名は1957年ノーベル平和賞受賞者でもあるカナダの第14代首相、レスター・B・ピアソンに因む。
約200名の学生が学び、内およそ25%がカナダ出身者で占められている。